# زهرة بدن
زهرة بدن  (-) ممثلة ومصممة أزياء عراقية.

## مشوارها المهني
هي شقيقة الممثلة لمياء بدن،حاصلة على شهادة في الرسم المعماري الهندسي عام 1983، بدأت دراستها في معهد الفنون الجميلة عام 1984 وتخرجت منه عام 1989، انضمت للفرقة الشبابية التي أسسها الفنان زوجها حيدر منعثر عام 1984 قدمت العديد من الأعمال في الإذاعة والسينما والمسرح،

## أعمالها

### في المسرح
| سنة الإنتاج | المسرحية               | الشخصية |
| ----------- | ---------------------- | ------- |
| 1984        | مقام إبراهيم وصفية     |         |
|             | فاوست والاميرة الصلعاء |         |
|             | ليلة موت شاع           |         |
|             | حرية المدينة           |         |
|             | أمير الأراضي           |         |
|             | البور                  |         |
|             | الليلة نلعب            |         |
|             | روميو وجوليت           |         |
| 2006        | نساء في الحرب          |         |
| 2009        | أضغاث أحلام            |         |
| 2010        | أربو وكاكي             | [ 2 ]   |
| 2020        | شباك أوفيليا           |         |

### في التلفزيون
| سنة الإنتاج | اسم المسلسل      | الشخصية   |
| ----------- | ---------------- | --------- |
| 2000        | مناوي باشا       | فتحية     |
| 2002        | ظرفاء ولكن       |           |
| 2002        | الإمام الشافعي   |           |
| 2005        | البركان          |           |
| 2005        | بيت الشمع        |           |
| 2010        | العبور إلى النهر | (د.هندة ) |
| 2017        | سماء صغيرة       | ضيف شرف   |
| 2024        | أقوى من الحب     |           |